# Cisna
Cisna – wieś w Polsce położona w województwie podkarpackim, w powiecie leskim, w gminie Cisna; siedziba gminy Cisna. Wieś położona jest w Bieszczadach w dolinie Solinki przy skrzyżowaniu dróg wojewódzkich nr 893 i 897. Od października 1939 do sierpnia 1944 roku wieś była siedzibą urzędu gminy w powiecie sanockim.
W latach 1954–1972 wieś należała i była siedzibą władz gromady Cisna. W latach 1975–1998 miejscowość administracyjnie należała do województwa krośnieńskiego.

## Części wsi
| SIMC    | Nazwa  | Rodzaj                          |
| ------- | ------ | ------------------------------- |
| 1042549 | Majdan | część wsi (zniesiona w 2023 r.) |
| 0347815 | Zazwór | część wsi                       |

## Historia
Wieś założona została w 1552 roku przez rodzinę Balów na prawie wołoskim.

### W okresie I Rzeczypospolitej
Spis podatkowy z 1552 roku wymienia ponad 30 wsi będących własnością Balów, m.in. Cisną, Wołkowyję, Terkę, Łopienkę, Żubracze, Hoczew, Baligród. W 1589 roku Cisnę odziedziczył Matiasz IV Bal (1598–1612), syn Matiasza III Bala z Hoczwi (zm. ok. 1575) – kasztelana sanockiego. Na początku XVII wieku właścicielem Cisnej zostaje Samuel Bal – rotmistrz królewskiej chorągwi. W roku 1648 sejmik ziemski sanocki powierza Samuelowi „obronę domową” przeciwko opryszkom węgierskim niepokojącym okolice oraz poleca utworzenie zaciągu składającego się jazdy liczącej sto koni dla utrzymania porządku. Własnym kosztem zbudował groblę i drogę na Węgry przez Cisną, na której pobierał myto od przejeżdżających kupców.
W 1663 roku jako właściciel Cisnej jest wymieniony Mikołaj III Bal. Potem była to własność Bełzeckich przez małżeństwo Zofii Balównej ze Stanisławem Bełżeckim (zm. 1677) s. Jana, wojewodą podolskim. Następnie właścicielem jest Katarzyna z Bełżeckich, którą poślubił Józef Lubomirski (wojewoda czernihowski) herbu Szreniawa. Po śmierci żony Katarzyny z Bełżeckich, sprzedał wniesione przez nią dobra. W 1709 roku Cisna jest własnością syna wojewody Adama Antoniego Bełżeckiego – kasztelane bełżeckiego, a od roku 1712 Lubomirskiego księcia na Wiśniczu i Jarosławiu – generała wojsk saskich i polskich. Od Lubomirskich Cisnę w 1720 roku nabył Michał Urbański – właściciel Lutowisk, podczaszy żydaczowski, który w 1739 erygował tu parafię. W 1740 roku córka Michała Urbańskiego Teresa Urbańska wyszła za mąż za Józefa Benedykta Fredrę – chorążego łomżyńskiego, w posagu wniosła mu między innymi dobra ciśniańskie.

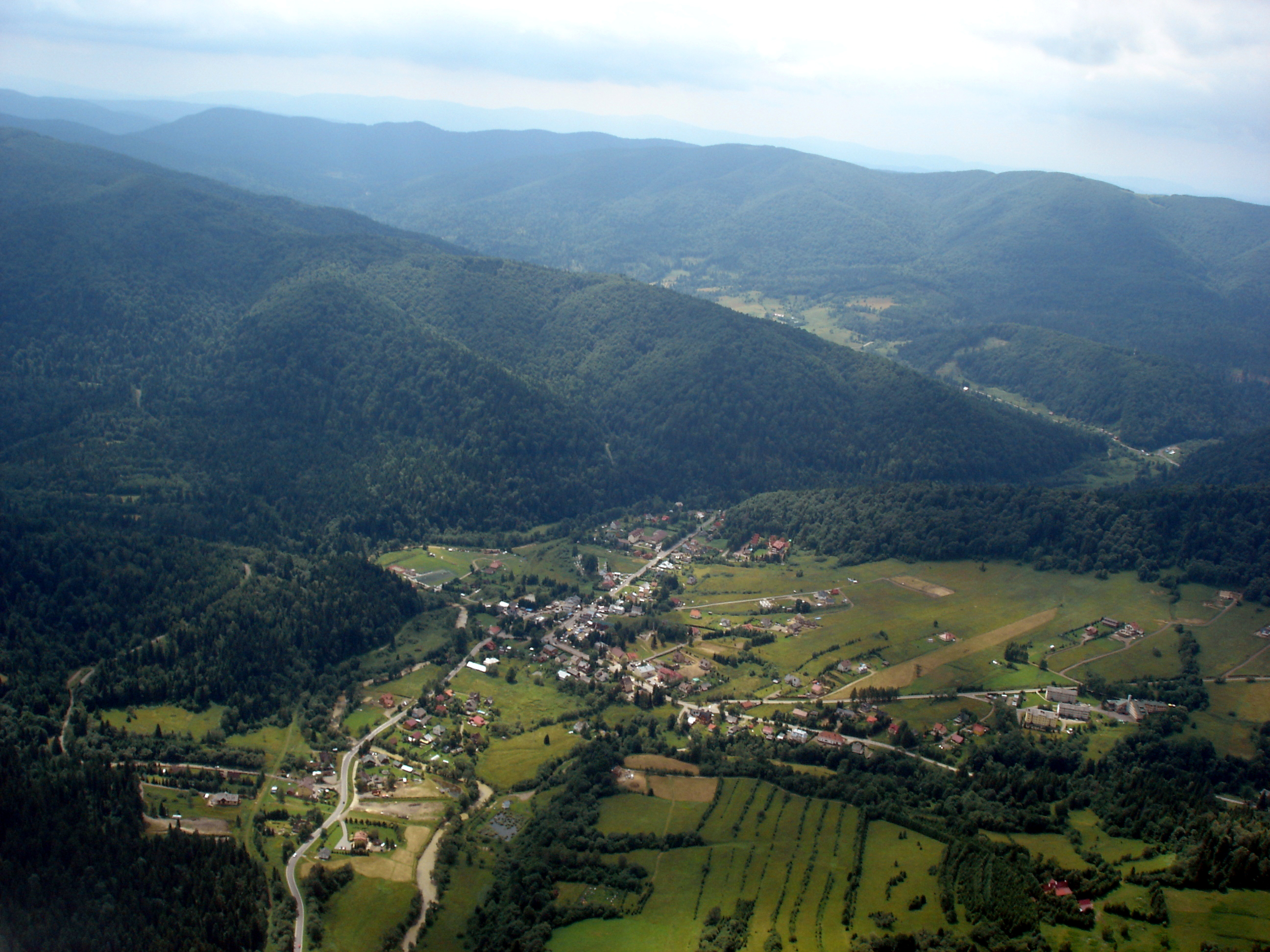
Cisna z lotu ptaka
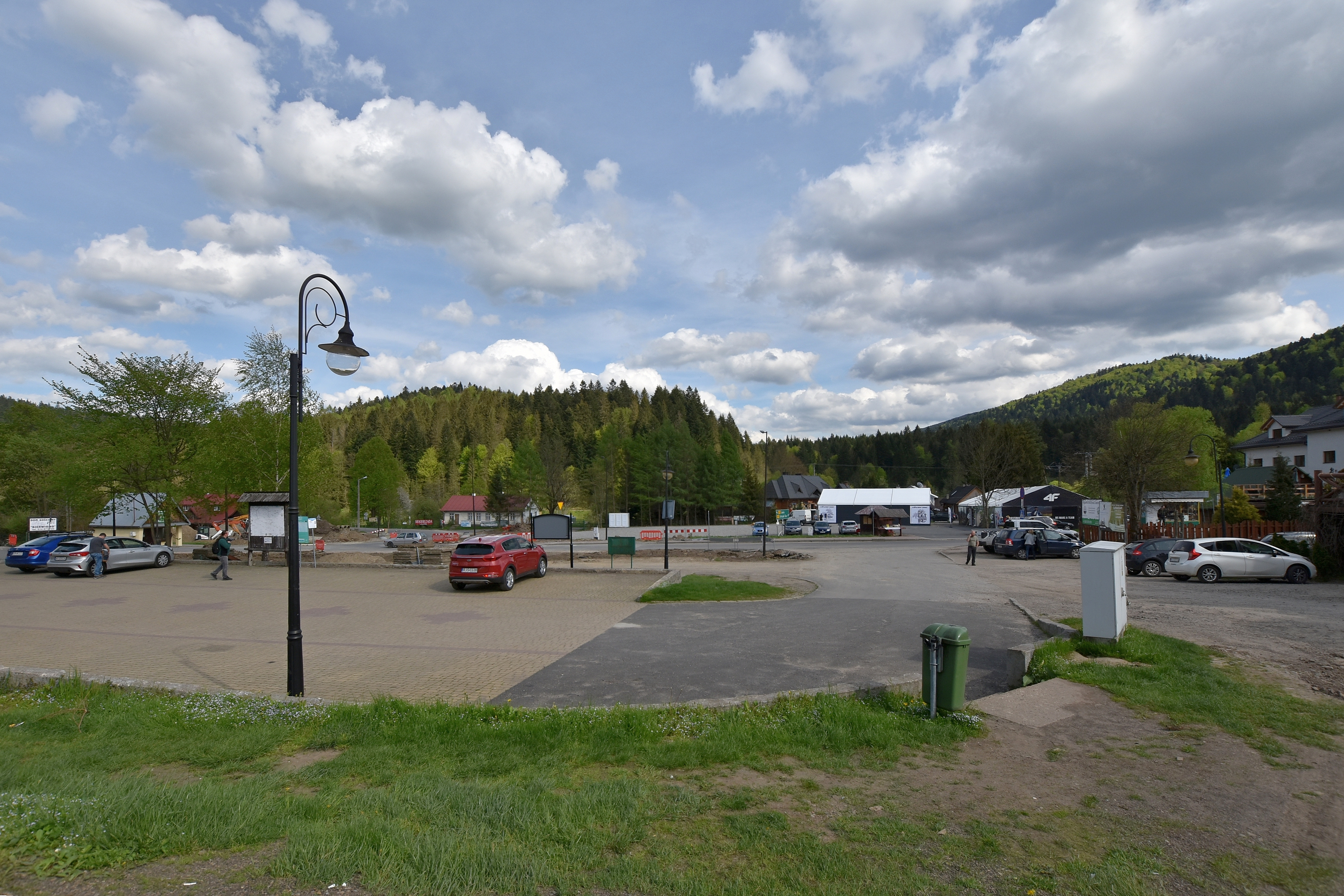
Cisna, widok na skrzyżowanie dróg woj. nr 897 i 893
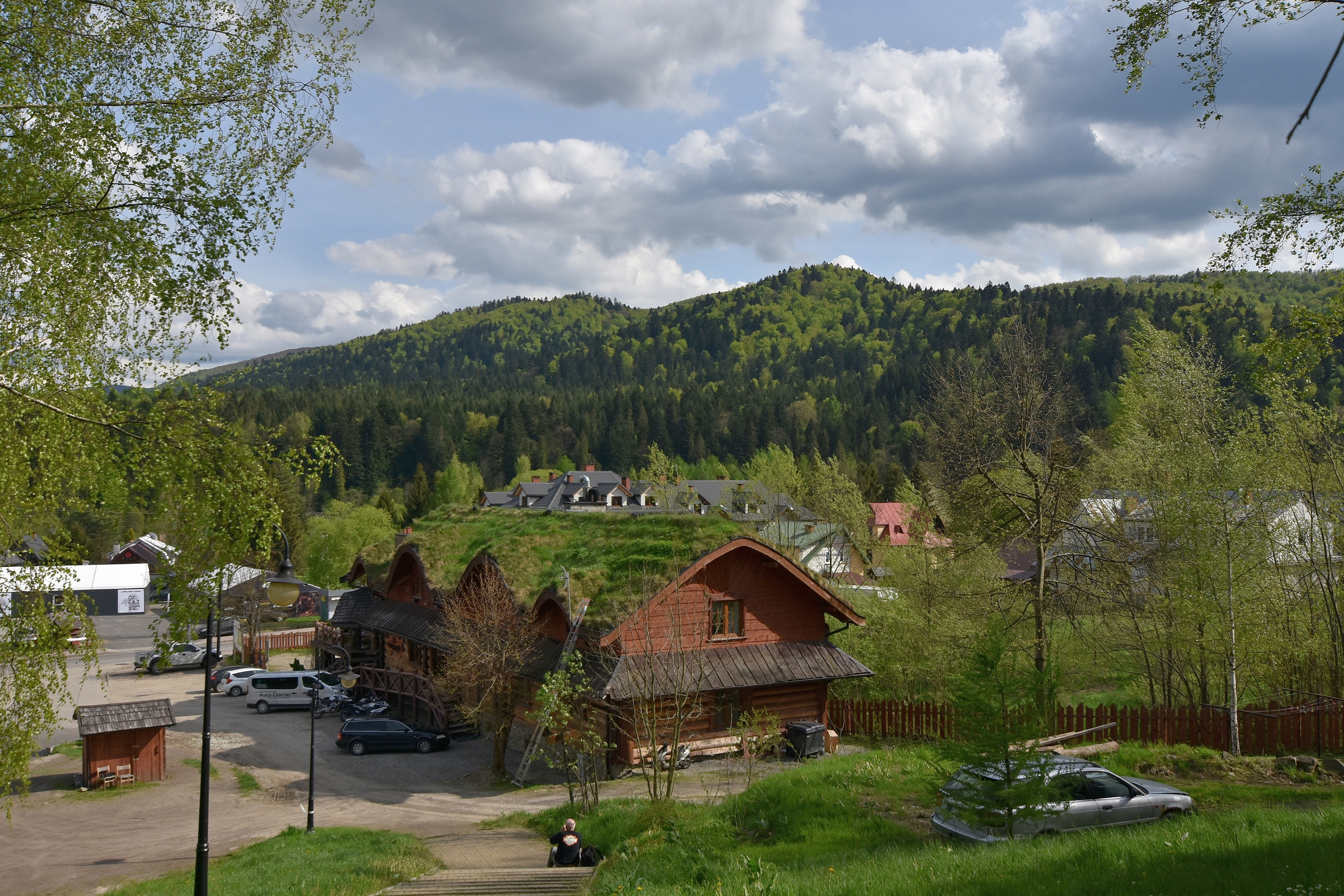
Cisna, widok ze wzgórza Betlejemka

### Lata 1772–1919
Po I rozbiorze Polski w 1772 roku Cisna znalazła się na obszarze zaboru austriackiego, czyli w Galicji.
W 1790 roku Cisnę odziedziczył Jacek Fredro – ojciec Aleksandra. Przed 1804 rokiem, wykorzystując tutejsze złoża rudy żelaza, założył on na gruntach Cisnej i Lisznej, nad Solinką, hutę żelaza wraz z fryszerką, produkującą narzędzia, garnki, piece, krzyże nagrobne. W tym celu na granicy obu wsi powstał przysiółek Majdan – przy tym wielki piec huty był na terenie Majdanu Liszniańskiego. Surowcem dla huty była uboga ruda darniowa, występująca na stokach Hyrlatej i Łopiennika. Huta działała do 1864 roku.
Aleksander Fredro opisał Cisną w pamiętniku „Trzy po trzy”. Po śmierci Jacka Fredry w 1828 roku właścicielem na Cisnej został jego syn, Julian Fredro, który po roku zmarł, a majątek przeszedł na jego młodszego brata Henryka Fredrę (19.07.1844-15.06.1908 w Göncz na Węgrzech). Przez pewien czas był właścicielem Cisnej Henryk Emilian Fredro (12.09.1789-16.11.1867) – oficer Wojska Polskiego, powstaniec, dyrektor zakładu ociemniałych we Lwowie, członek Stanów Galicyjskich odznaczony Krzyżem Złotym Orderu Virtuti Militari.
W latach 1890–1898 zbudowana została kolej wąskotorowa z Cisnej (stacja znajdowała się w Majdanie) do Nowego Łupkowa, gdzie łączyła się z koleją normalnotorową. W 1904 roku kolej przedłużono z Majdanu do Kalnicy. W związku z budową kolei, na terenie Majdanu Ciśniańskiego powstał tartak parowy, czynny do 1946 roku.
Podczas powstania krakowskiego 18 lutego 1846 roku do punktu zbornego w Cisnej przybył z inicjatywy J.M. Goslara, mjr Jerzy Bułharyn jako wojenny naczelnik Sanockiego. Sformował on z pracowników huty w Cisnej oddział, który poprowadził na Sanok rozbrajając po drodze placówki straży skarbowej i łącząc się z innymi grupami powstańczymi. Od Przełęczy Łupkowskiej, z okolic Kalnicy i Leska, miał atakować Sanok dowodzący siłami miejscowymi i słowackimi. 21 lutego powstańcy z południowej części obwodu sanockiego szli na północ w celu opanowania Sanoka trzema szlakami: z Cisnej przez Baligród, z Lutowisk oraz z Ustrzyk Dolnych i z Ustjanowej. 180 uczestników spotkało się w Uhercach, gdzie zaczęto formować w oddziały i odebrano od wszystkich przysięgę. Nękani po drodze przez chłopów ze Stefkowej, dotarli do wsi Zahutyń pod Sanokiem. Po kilku potyczkach m.in. pod Leskiem, przy dojściu do Zahutynia, 180 powstańców, nie mając wsparcia, od północy, nie zaatakowało Sanoka, ponieważ nie dotarły inne umówione oddziały, z powodu wystąpień zbuntowanych chłopów. Bułharyn, z grupką 20 zbrojnych wrócił 22 lutego do Cisnej i przekroczył granicę węgierską w Roztokach. Zygmunt Kaczkowski herbu Pomian, powieściopisarz, syn Ignacego Kaczkowskiego, zarządcy majątku Aleksandra Fredry w Cisnej, wziął udział w powstaniu w 1846 roku.
W czasie I wojny światowej wielokrotnie toczyły się tu bitwy między wojskami austro-węgierskimi a rosyjskimi. Od jesieni 1914 do wiosny 1915 roku, w czasie walk toczących się w Karpatach, Cisna była trzykrotnie na linii frontu. Obecnie na zachodnim skraju miejscowości tuż obok drogi wojewódzkiej 897 znajduje się niewielki cmentarz wojenny, na którym chowani byli w okresie od września 1914 do maja 1915 roku polegli żołnierze armii austro-węgierskiej (w tym również Polacy i Słowacy), powiększony następnie w 1927 roku po ekshumacji i przeniesieniu nań żołnierzy poległych z miejscowości Balnica, Maniów, Liszna, Żubracze i Przysłup.
Od listopada 1918 do stycznia 1919 roku Cisna była częścią tzw. Republiki Komańczańskiej. Następnie w 1919 roku na mocy traktatu z Saint-Germain-en-Laye wraz z całą dawną Galicją Wschodnią przypadła Polsce, choć ostateczne formalne uznanie przynależności tych terenów do Polski miało miejsce dopiero w 1923 roku wraz z postanowieniem Rady Ambasadorów.

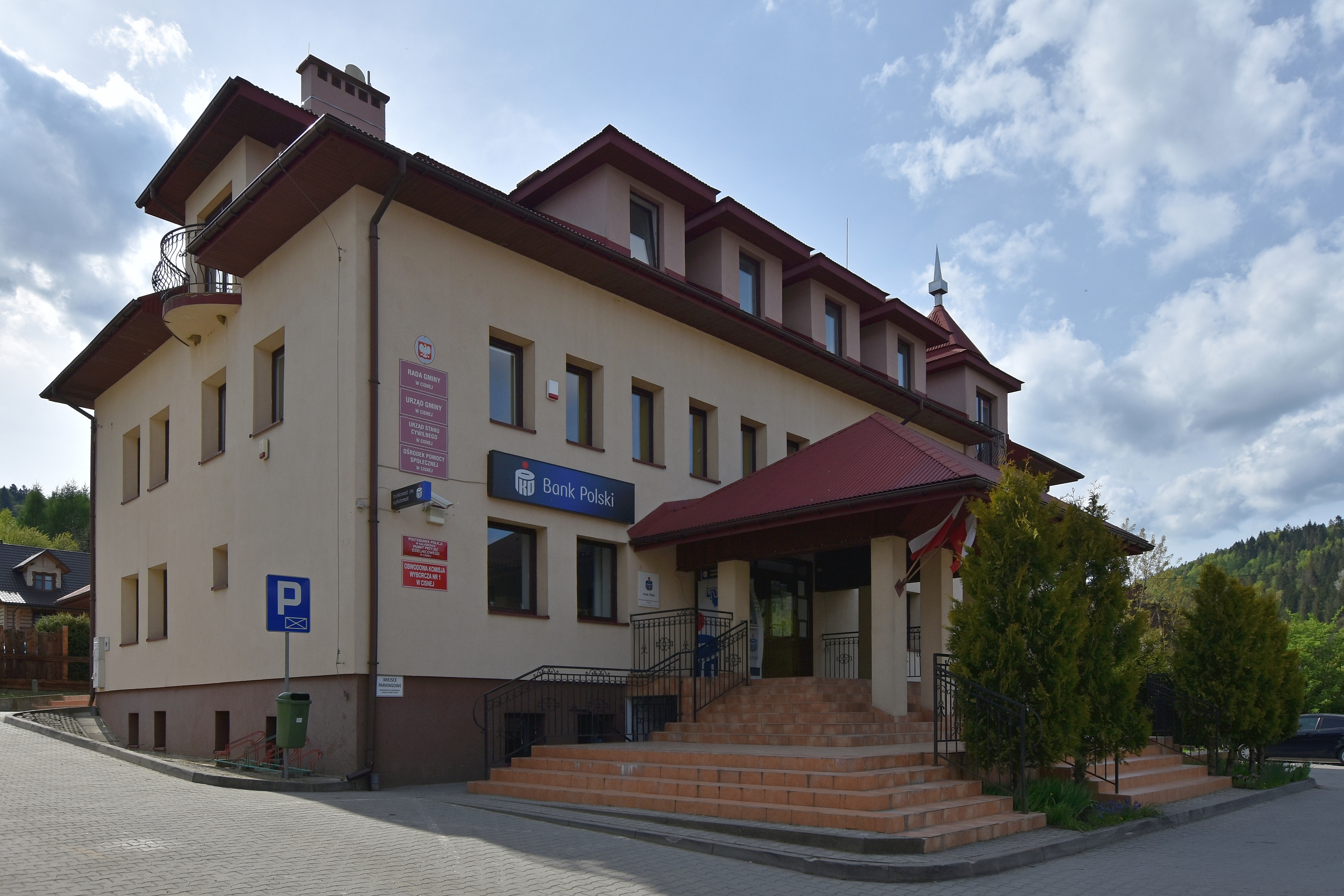
Urząd Gminy
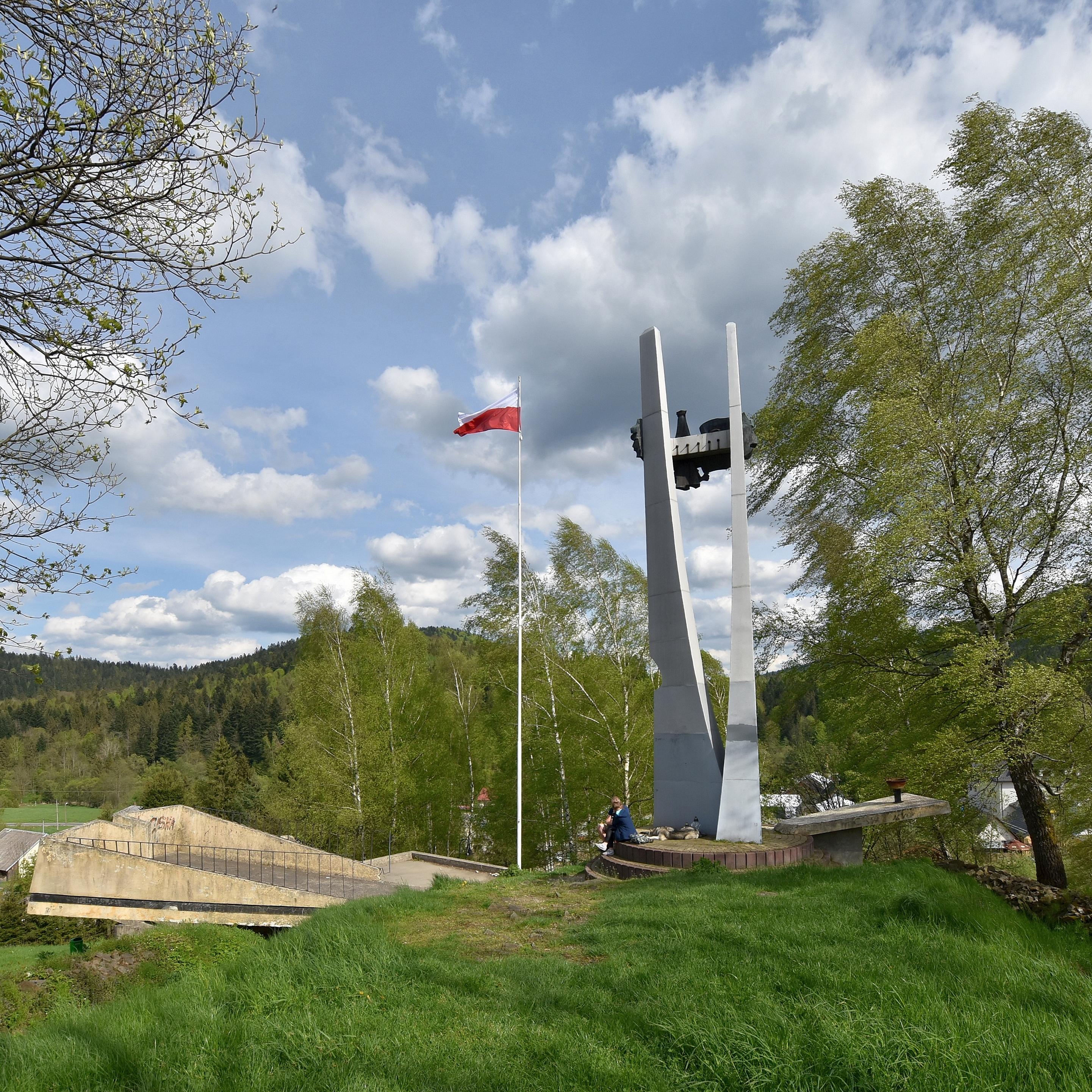
Pomnik „Obrońcom Cisnej i okolic przed Ukraińską Powstańczą Armią 1944–1947”
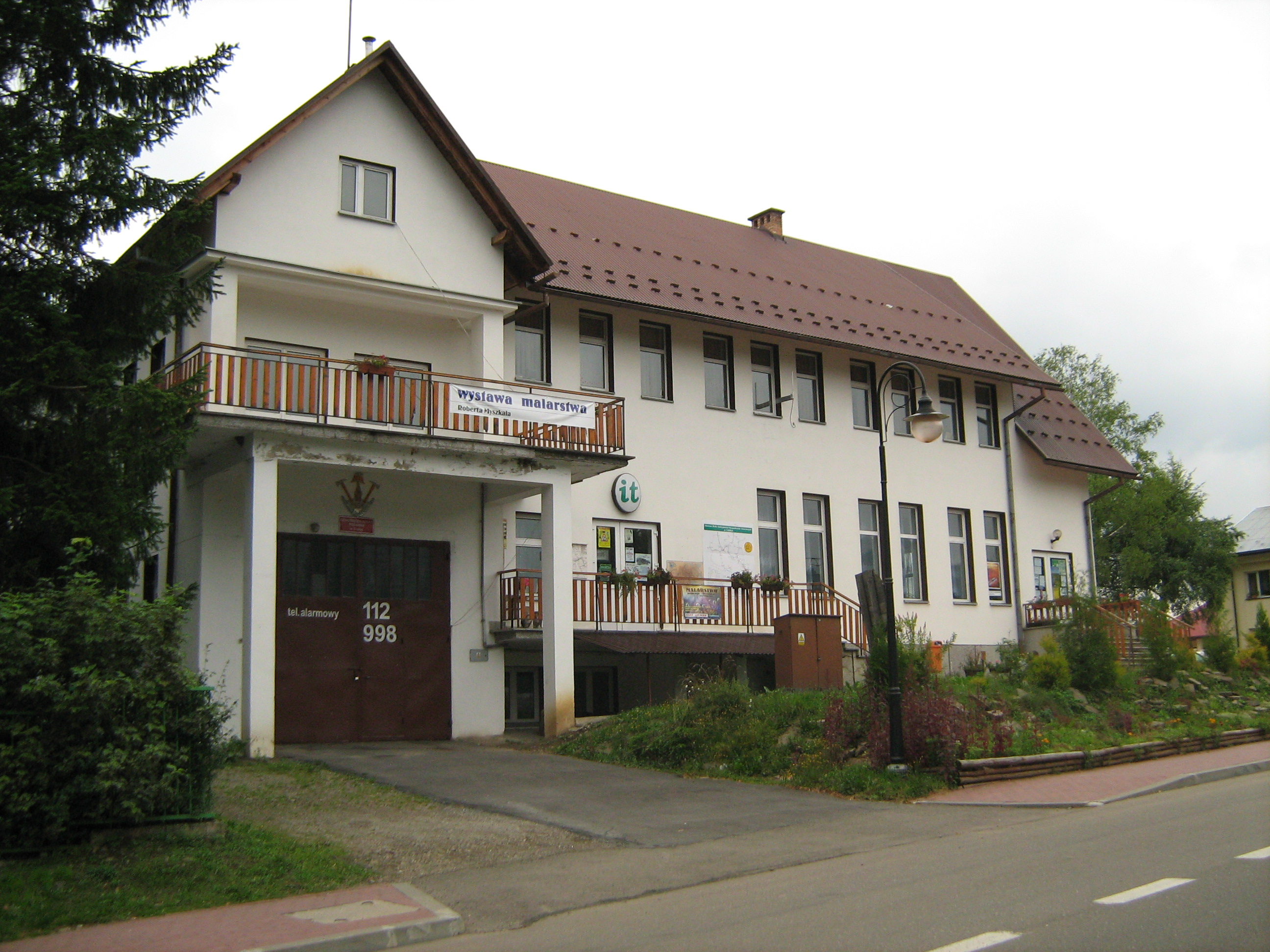
Centrum Informacji Turystycznej

### W okresie II Rzeczypospolitej
W latach międzywojennych Cisna była jedną z większych i zasobniejszych wsi w Bieszczadach, a także znanym letniskiem. W okresie międzywojennym stacjonował w miejscowości komisariat Straży Granicznej.
Według danych z pierwszego Powszechnego Spisu Ludności z 1921 r. w Cisnej było 46 domów i 416 mieszkańców (w tym 132 grekokatolików, 166 katolików i 118 żydów, czyli ok. 132 Ukraińców, 166 Polaków i 118 Żydów), co oznacza, że Cisna miała wówczas charakter wielonarodowy, a jej ludność rosła aż do 1939 roku.

### Lata II wojny światowej i walki z UPA
W latach 1941–1942 niemiecki okupant wymordował całą, żydowską populację wsi, ok. 120 osób. Niemcy zniszczyli także miejscową synagogę i cmentarz żydowski. W sierpniu 1944 roku oddział Ukraińskiej Powstańczej Armii spalił osadę robotniczą Majdan pod Cisną, mordując zamieszkujących ją 20 leśników. 23 września wieś została zajęta przez Armię Czerwoną, po czym na miejscu zaczęto tworzyć polskie władze, posterunek Milicji Obywatelskiej oraz samoobronę w celu ochrony wsi przed atakami UPA. W nocy z 24 na 25 lipca 1945 roku banderowcy po raz pierwszy zaatakowali posterunek MO w Cisnej, zabijając 7 z 8 pełniących tam służbę milicjantów. 11 grudnia 1945 roku na wzgórzu Kamionka w granicach wsi została stoczona kilkugodzinna bitwa pomiędzy partyzantami UPA a załogą nowego posterunku milicji, zginął jeden milicjant i wielu atakujących banderowców.
Największy ukraiński atak na Cisną miał miejsce 11 stycznia 1946 roku. Upowcy najpierw podpalili szkołę i urząd gminy, a następnie dwór oraz 8 polskich gospodarstw. Żywcem spłonęła jedna, 4-osobowa polska rodzina. Od wybuchu wrzuconego do domu granatu zginęła inna rodzina – matka i troje dzieci, najstarsze w wieku 12 lat. Zostali zamordowani trzej przedwojenni policjanci; napastnicy przed zamordowaniem torturowali ich (obdzierając ze skóry, obcinając języki, uszy i genitalia), a w końcu wrzucili do ognia. Zginęło także kilku członków straży wiejskiej, zamienionej potem na ORMO. W sumie zginęło 16 osób cywilnych. Równolegle z napadem na wieś, upowcy ponownie zaatakowali wzgórze Kamionka, ale bez efektu. Posterunku broniło 9 milicjantów oraz 15 członków straży wiejskiej, którym w czasie walki prawie skończyła się amunicja. W obronie dużą rolę odegrały miny, które obrońcy detonowali za pomocą rozciągniętych drutów. Po 10 godzinach walki banderowcy odstąpili od oblężenia i uciekli do lasu, zabierając 27 zabitych. Obecnie na wzgórzu Kamionka mieści się pomnik poświęcony milicjantom i żołnierzom poległym w walkach z UPA.
12 stycznia 1946 roku posterunek MO został wycofany z Cisnej z powodu zbyt ograniczonych przydziałów amunicji. Oddziały UPA opanowały następnie wieś na ponad dwa tygodnie. Wycofały się pod koniec stycznia, gdy do miejscowości przybyła konna grupa manewrowa Wojsk Ochrony Pogranicza. 9 kwietnia 1946 roku banderowcy po raz kolejny zaatakowali Cisną, ale zostali odparci przez wopistów już na obrzeżach wsi; nikt z mieszkańców nie zginął. Ostatni atak UPA na Cisną miał miejsce blisko rok później, 1 kwietnia 1947 roku; zginęły wówczas trzy osoby, w tym komendant przywróconego posterunku MO w Cisnej, Jan Duplak.
Po rozpoczęciu akcji „Wisła” partyzanci sotni „Hrynia” i „Stiacha” uwolnili pod Cisną kolumnę ukraińskich przesiedleńców prowadzonych na stację kolejową. Zginęło 5 milicjantów oraz 17 cywilów: 14 polskich pracowników Państwowego Urzędu Repatriacyjnego oraz omyłkowo postrzelone 4 ukraińskie kobiety i dzieci.
Po wysiedleniu ludności ukraińskiej w ramach akcji „Wisła” wiosną 1947 roku w Cisnej pozostało zaledwie 30 polskich rodzin, ok. 150 osób. Bardzo ludna w okresie międzywojennym wieś w przeciągu zaledwie siedmiu lat straciła większą część ludności (tzn. wymordowano Żydów, a Ukraińców wysiedlono).

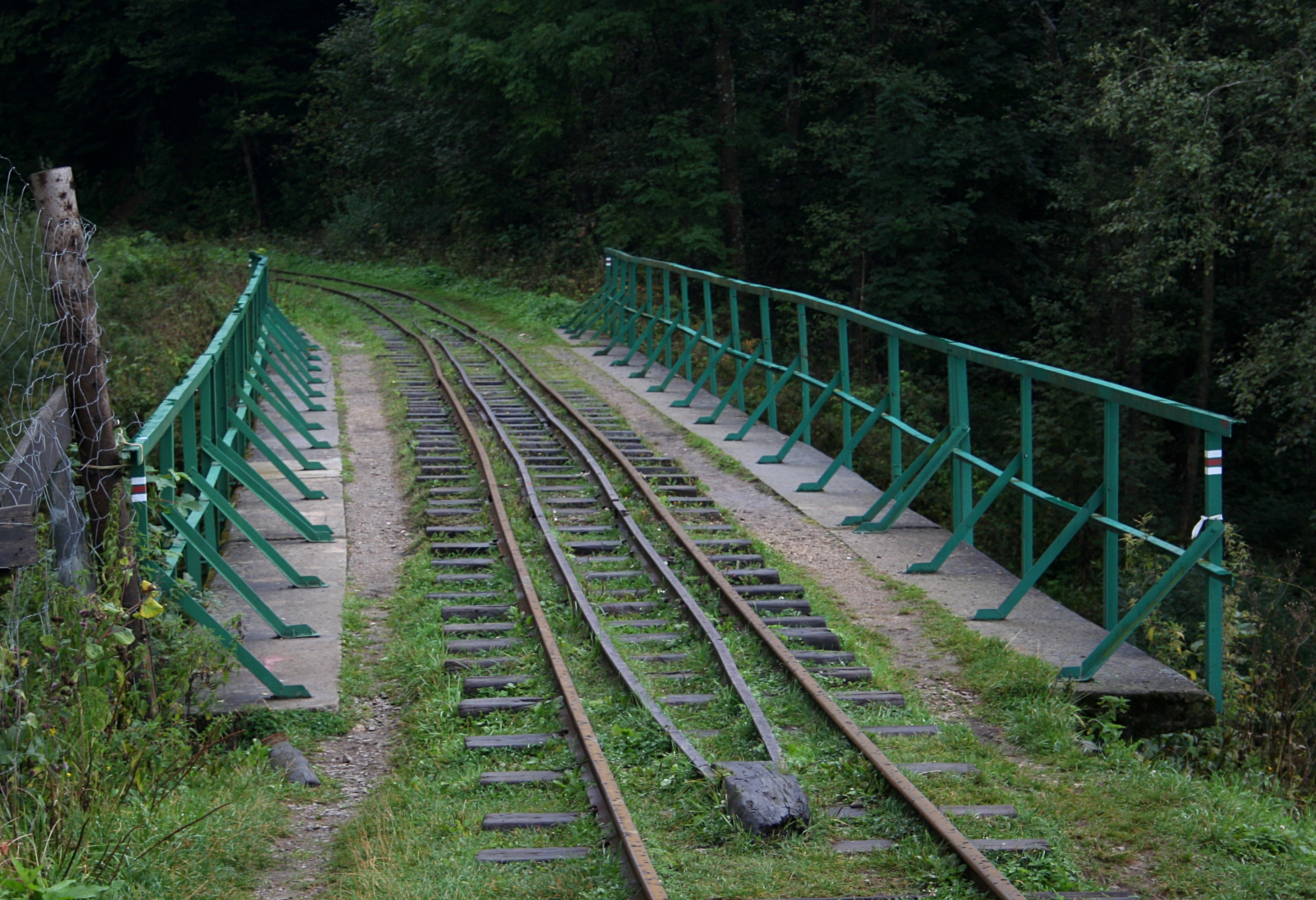
Kolejka wąskotorowa w Cisnej, most nad Solinką
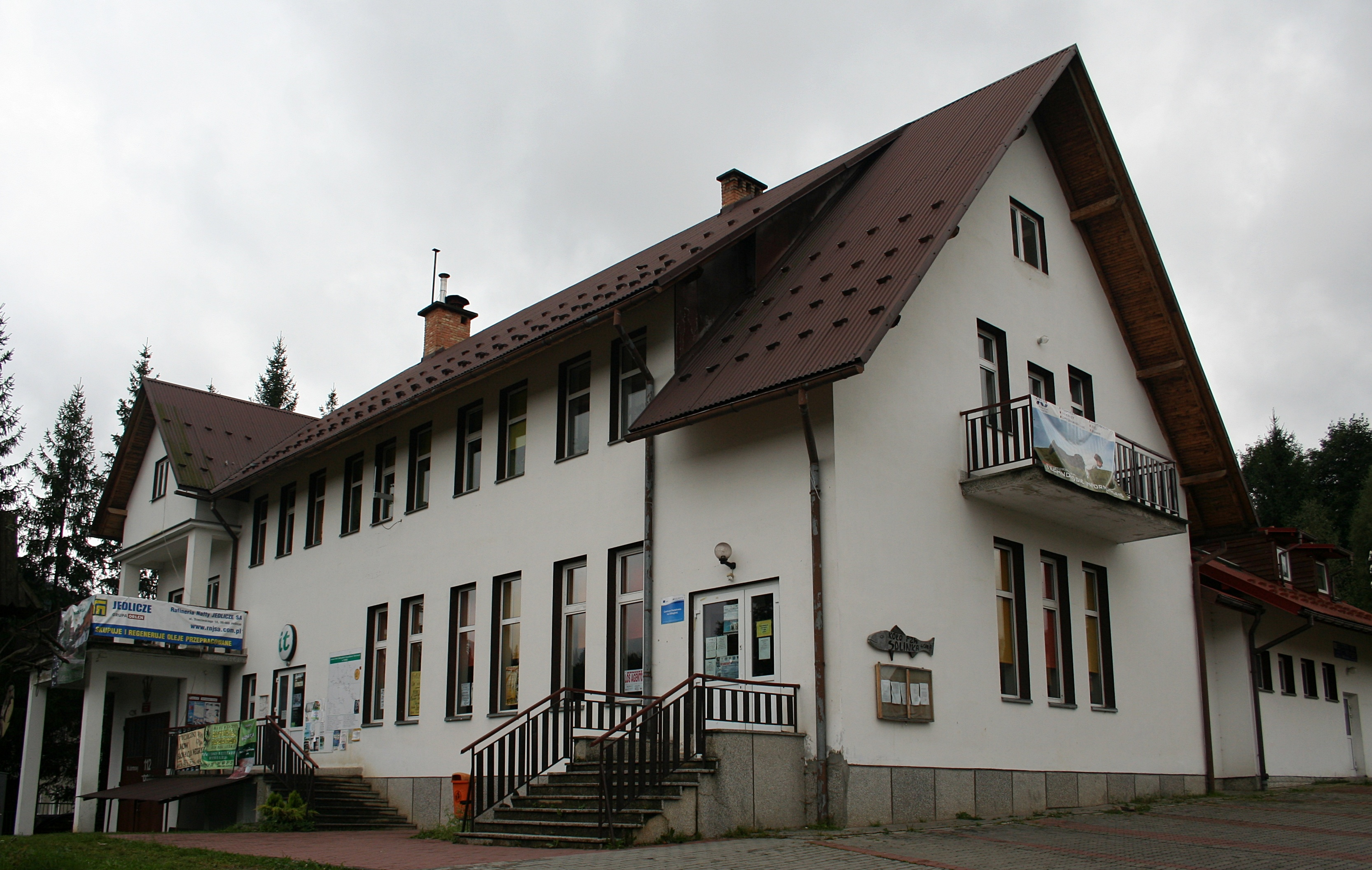
Gminne Centrum Kultury i Ekologii
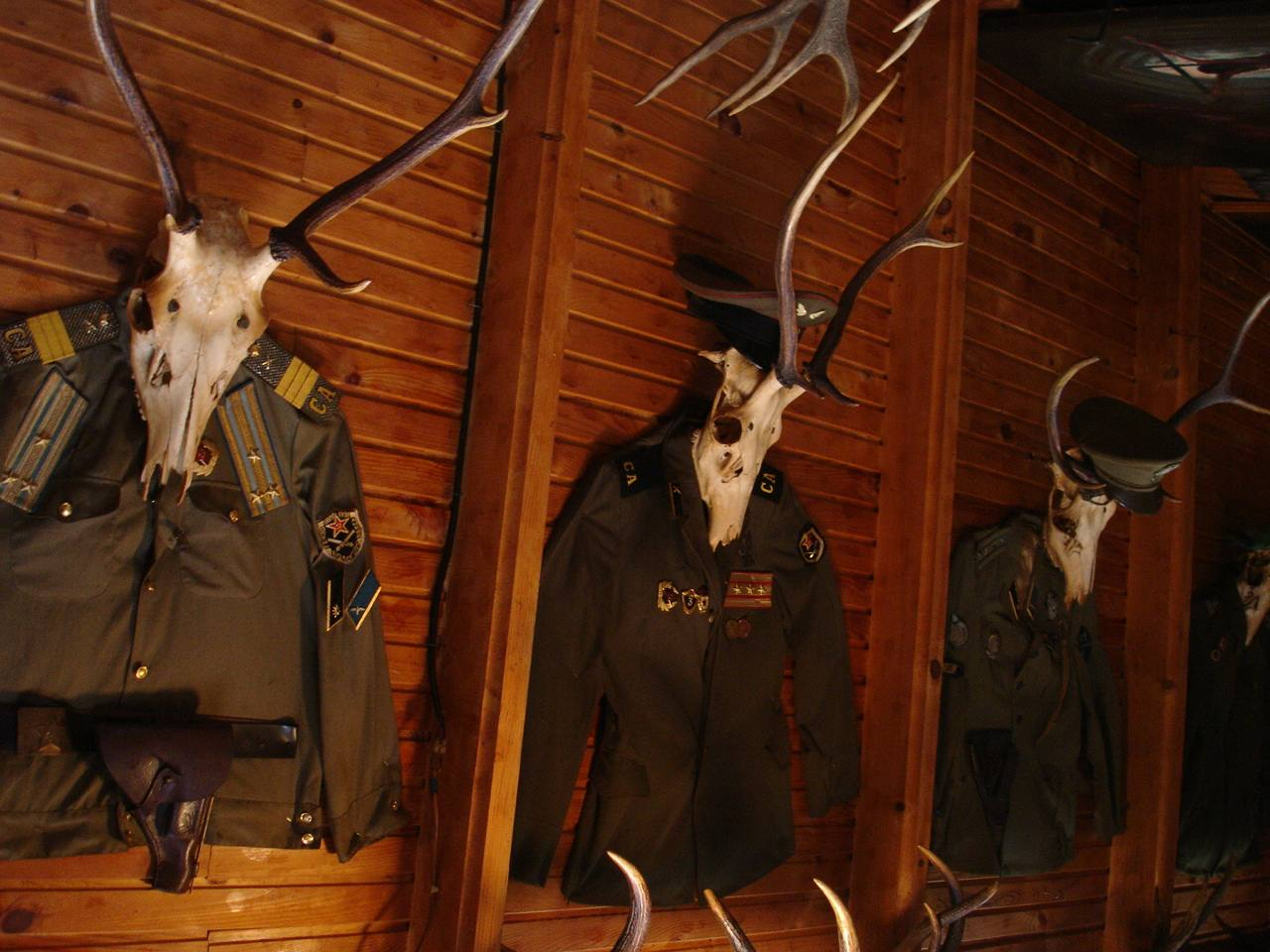
Wnętrze baru „Siekierezada”

### Po 1989
10 stycznia 1991 roku w katastrofie lotniczej śmigłowca Mi-8T pod Cisną zginęło 10 osób – trzech członków załogi i siedmiu policjantów z Krosna oraz Leska. Z lecącej maszyny realizowano zdjęcia do jednego z odcinków programu Magazyn Kryminalny 997.

## Turystyka
Status uzdrowiska uzyskała Cisna w 1974 roku. W miejscowości znajduje się kościół rzymskokatolicki, który w roku 2007 był remontowany.
Na miejscowym cmentarzu znajduje się najstarszy grób w powiecie z 1842 roku: Antoniego Kwiecieńskiego i jego wnuczek, Róży Augusty (żyła 6 lat) i Ludwiki Klary (żyła 4 lata); zmarli na cholerę. Mieści się tu także grobowiec rodziny Meinardich – potomków włoskiego budowniczego kolei. W zbiorowej mogile pochowano milicjantów poległych na posterunku 24 lipca 1945 roku podczas pierwszego ataku UPA na Cisnę. Pomnik żołnierzy i milicjantów poległych w walkach z oddziałami UPA – na wzgórzu Betlejemka (Kamionka) tuż przy centralnym skrzyżowaniu. Wokół pomnika zrekonstruowano drewniano-ziemne umocnienia, w których polska załoga Cisnej odpierała ataki Ukraińców.
Działa tu Gminna Szkoła Podstawowa. W Cisnej znajduje się 31 zarejestrowanych ośrodków wypoczynkowych: największe to „Perełka” ośrodek Polskich Kolei Państwowych, Agroturystyka „Jeleni Skok”, Ośrodek Szkoleniowo-Wypoczynkowy „Wołosań”. Można tu także znaleźć pole namiotowe przy Agroturystyce TRAMP. W Cisnej jest też, w budynku Urzędu Gminy, Agencja PKO BP i Ochotnicza Straż Pożarna. W budynku Agroturystyki znajduje się biblioteka z czytelnią internetową. Jest też budynek poczty z masztem przekaźnikowym, dzięki czemu działa sieć telefonii komórkowej. Atrakcją turystyczną jest też kolejka wąskotorowa na trasie Majdan-Przysłup oraz bar Siekierezada znajdujący się nieopodal przystanku kolejki.

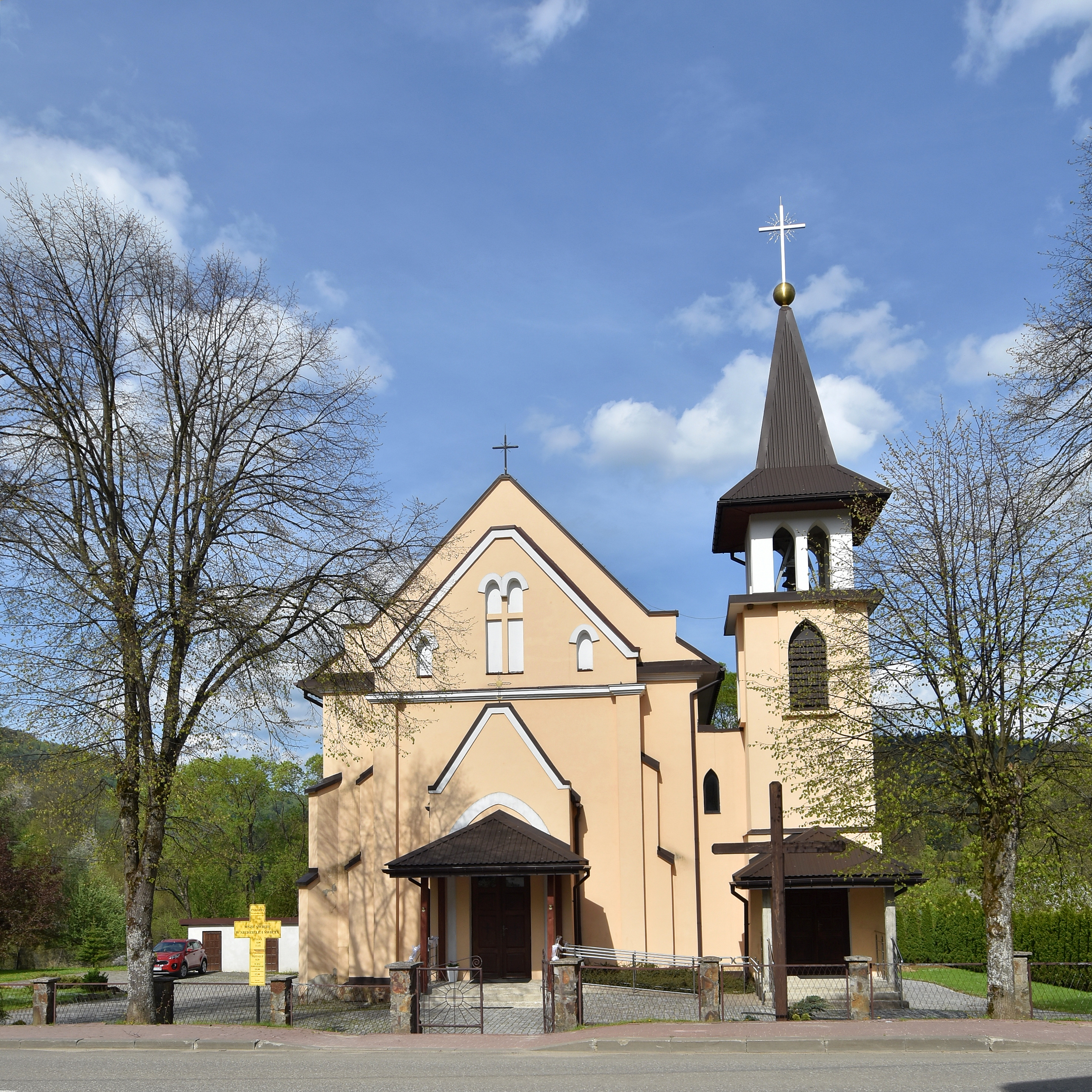
Kościół parafialny
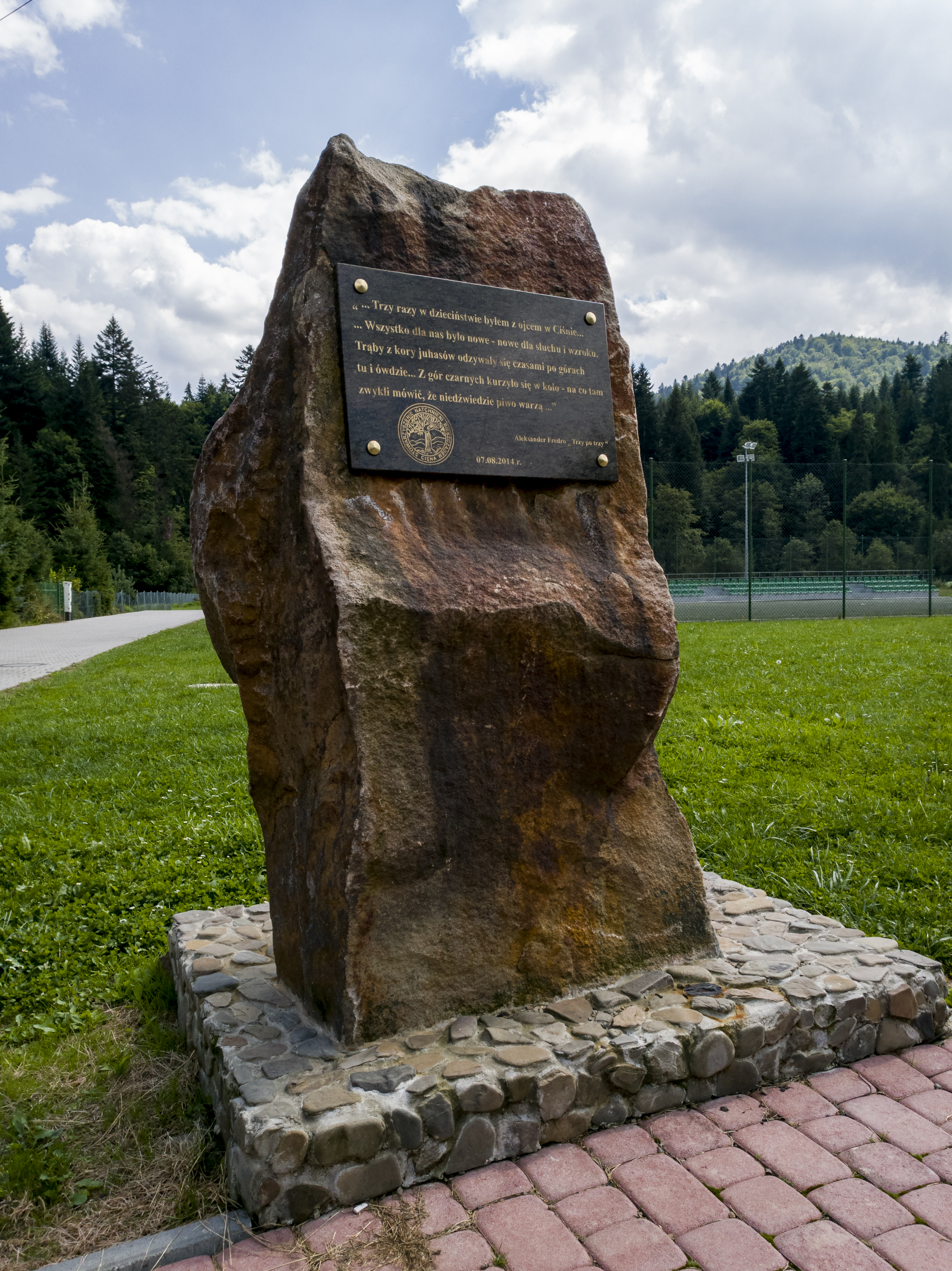
Tablica Aleksandra Fredry
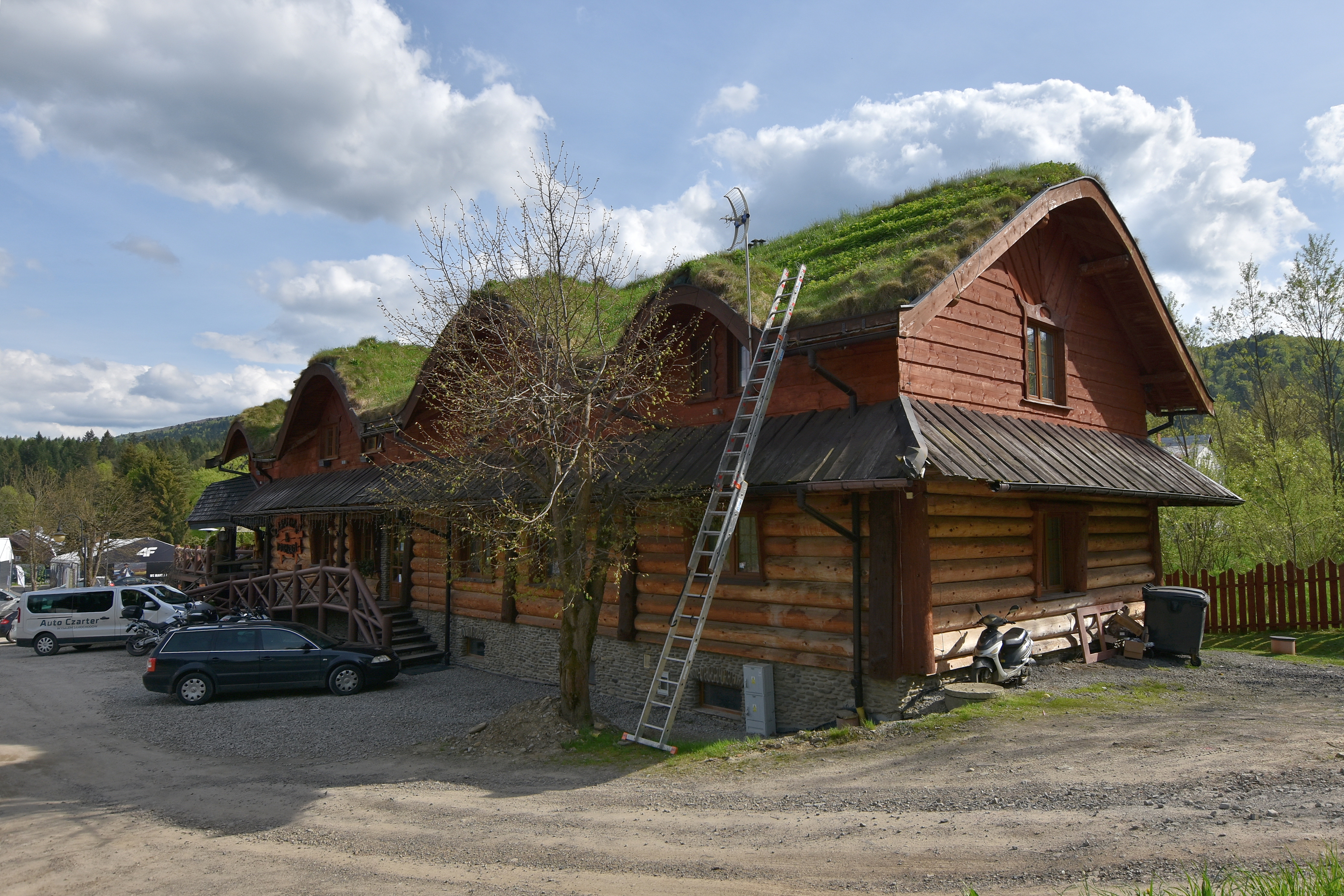
Karczma „Troll”

### Piesze szlaki turystyczne
- (Główny Szlak Beskidzki) Smerek – Okrąglik – Jasło – Cisna – Bacówka PTTK „Pod Honem” – Hon – Wołosań
- Cisna – Liszna – Roztoki Górne – Przełęcz nad Roztokami Górnymi (granica ze Słowacją)

## Transport
W Cisnej krzyżują się drogi z Sanoka, Komańczy i Wetliny.
Do Cisnej dojeżdżają autobusy PKS z Sanoka, Wołosatego, kursują też prywatne busy.
Koło skrzyżowania znajduje się również publiczny WC.

## Imprezy kulturalne i sportowe
W latach 2002–2009, każdego sierpnia w Cisnej oraz pobliskich wsiach Dołżyca, Łopienka odbywał się Festiwal Sztuk Różnych „Bieszczadzkie Anioły”. W 2010 roku zastąpiły go organizowane w Cisnej (i zazwyczaj także w Dołżycy) Bieszczadzkie Spotkania ze Sztuką „Rozsypaniec”. Od 2004 roku w Cisnej odbywa się kultowy Bieg Rzeźnika oraz powstałe później pokrewne imprezy: ultraMaraton Bieszczadzki i Zimowy Maraton Bieszczadzki.

## Cisna w kulturze masowej
Pochodzący z 1978 roku jeden z największych przebojów Krystyny Prońko zatytułowany jest Deszcz w Cisnej.

## Cisna w literaturze
- Aleksander Fredro, Trzy po trzy. Pamiętnik.
- Stanisław Myśliński, Strzały pod Cisną, Warszawa, 1978
- Artur Bata, Bieszczady w ogniu, Rzeszów, 1987
- W Cisnej sprzedaje swoje książki Ryszard Szociński współczesny pisarz i poeta związany z Bieszczadami.
- Janusz Jastrzębski, Strzelał każdy dom i każde drzewo..., KAW 1968

## Demografia
- 1921 – Cisną zamieszkiwało 416 osób (w 46 domach mieszkalnych):
  - 166 wyznania rzymskokatolickiego
  - 132 wyznania greckokatolickiego
  - 118 wyznania mojżeszowego
- 1991 – 403 osób
- 2004 – 460 osób

## Sport
- Do 2010 roku w Cisnej istniał klub sportowy Galicja, który występował w IV lidze. Największym sukcesem klubu było zdobycie w 2002 roku okręgowego Pucharu Polski. Obecnie Galicja Cisna szkoli tylko drużyny juniorskie[25].